# Narriman Sadek
Narriman Sadek (em árabe: ناريمان صادق; romaniz.: Nariman Sadiq) (Cairo, 31 de outubro de 1933 – Cairo, 16 de fevereiro de 2005), foi a última Rainha consorte do Egito, como segunda esposa de Faruque I.

## Biografia

### Família e primeiros anos
Narriman era filha de Husain Fahmy Sadek, um alto funcionário do Ministério dos Transportes, e de Asila Kamel. Tanto seu avô paterno, Ali Beik Sadek, quanto seu avô materno, Kamel Mahmoud, figuravam entre os Grandes do Egito . Aos 16 anos de idade, tornou-se noiva de Mohamed Zaki Hashem, advogado que havia trabalhado para as Nações Unidas e estudado em Harvard . 